# Tour du Qatar
Le Tour du Qatar est une course cycliste par étapes organisée par la Amaury Sport Organisation, la société du Tour de France, depuis 2002. Elle se déroule chaque année au Qatar. C'est l'une des rares courses à étapes permettant à des sprinteurs de l'emporter au classement général. Un Tour du Qatar féminin est organisé depuis 2009 quelques jours avant la course masculine. L'édition 2017, qui devait rejoindre le calendrier World Tour, est annulée par les organisateurs en raison du manque du public et les difficultés financières dues au manque de sponsor.

## Format de la course

### Parcours
De 2002 à 2006, la course durait 5 jours, pour autant d'étapes en ligne. Depuis 2007 (sauf en 2016), l'épreuve dure 6 jours, avec l'ajout selon les éditions d'un contre-la-montre par équipes le premier ou le deuxième jour, un prologue ou court contre-la-montre individuel (3e étape depuis 2014). Les étapes en ligne sont propices aux bordures.

### Maillots distinctifs
Le classement général, dont le leader porte le maillot or, s'établit en additionnant les temps réalisés à chaque étape, puis en ôtant d'éventuelles bonifications (10, 6 et 4 s à l'arrivée des 8 étapes en ligne et 3, 2 et 1 s à chaque sprint intermédiaire).
Le classement par points, dont le leader porte le maillot argent, est l'addition des points attribués à l'arrivée des étapes (15, 12, 9, et 7 points, puis en ôtant 1 pt par place perdue jusqu'au 10e, qui reçoit donc 1 pt) et aux sprints intermédiaires (3, 2 et 1 points).
Le classement du meilleur jeune, dont le leader porte le maillot blanc (un maillot bleu jusqu'en 2012), est le classement général des coureurs de moins de 25 ans.
Le classement par équipes de l'étape est l'addition des trois meilleurs temps individuels de chaque équipe. Calculer le classement par équipes revient à additionner les classements par équipes de chaque étape.

## Palmarès

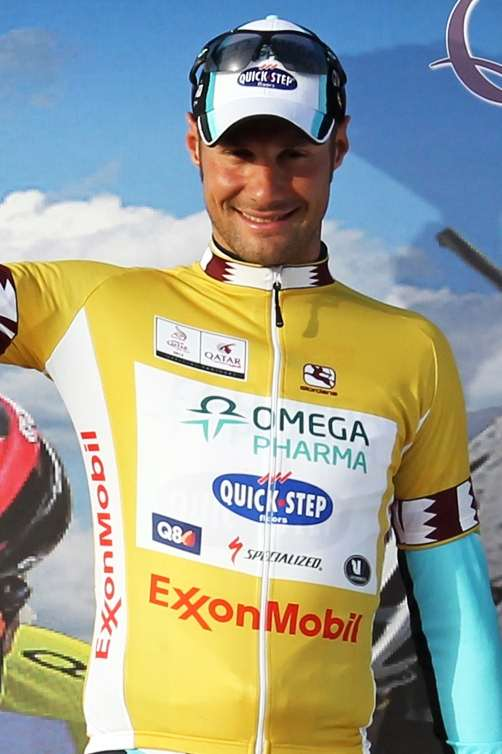
Tom Boonen, vainqueur de l'édition 2012.

| Année | Vainqueur          | Deuxième           | Troisième           |
| ----- | ------------------ | ------------------ | ------------------- |
| 2002  | Thorsten Wilhelms  | Damien Nazon       | Rudie Kemna         |
| 2003  | Alberto Loddo      | Olaf Pollack       | Ján Svorada         |
| 2004  | Robert Hunter      | Robbie McEwen      | Tom Boonen          |
| 2005  | Lars Michaelsen    | Matti Breschel     | Fabrizio Guidi      |
| 2006  | Tom Boonen         | Erik Zabel         | Aurélien Clerc      |
| 2007  | Wilfried Cretskens | Tom Boonen         | Steven de Jongh     |
| 2008  | Tom Boonen         | Steven de Jongh    | Greg Van Avermaet   |
| 2009  | Tom Boonen         | Heinrich Haussler  | Roger Hammond       |
| 2010  | Wouter Mol         | Geert Steurs       | Tom Boonen          |
| 2011  | Mark Renshaw       | Heinrich Haussler  | Daniele Bennati     |
| 2012  | Tom Boonen         | Tyler Farrar       | Juan Antonio Flecha |
| 2013  | Mark Cavendish     | Brent Bookwalter   | Taylor Phinney      |
| 2014  | Niki Terpstra      | Tom Boonen         | Jürgen Roelandts    |
| 2015  | Niki Terpstra      | Maciej Bodnar      | Alexander Kristoff  |
| 2016  | Mark Cavendish     | Alexander Kristoff | Greg Van Avermaet   |
|       |                    |                    |                     |

### Classements annexes
| Année | Points             | Jeune                    | Équipe                  |
| 2002  | Thorsten Wilhelms  | Vladimir Smirnov         | Coast                   |
| 2003  | Alberto Loddo      | Alberto Loddo            | CSC                     |
| 2004  | Tom Boonen         | Tom Boonen               | Fassa Bortolo           |
| 2005  | Tom Boonen         | Matti Breschel           | CSC                     |
| 2006  | Tom Boonen         | Matti Breschel           | Phonak                  |
| 2007  | Tom Boonen         | Alexandre Pichot         | Quick Step-Innergetic   |
| 2008  | Tom Boonen         | Greg Van Avermaet        | Quick Step              |
| 2009  | Heinrich Haussler  | Heinrich Haussler        | Cervélo Test            |
| 2010  | Heinrich Haussler  | Roger Kluge              | Cervélo Test            |
| 2011  | Heinrich Haussler  | Nikolas Maes             | Garmin-Cervélo          |
| 2012  | Tom Boonen         | Ramūnas Navardauskas     | Omega Pharma-Quick Step |
| 2013  | Mark Cavendish     | Taylor Phinney           | BMC Racing              |
| 2014  | Tom Boonen         | Guillaume Van Keirsbulck | Omega Pharma-Quick Step |
| 2015  | Alexander Kristoff | Peter Sagan              | Etixx-Quick Step        |
| 2016  | Alexander Kristoff | Søren Kragh Andersen     | BMC Racing              |

## Statistiques

### Liste des podiums par pays
|    | Pays           | Vainqueur | Deuxième | Troisième | Total |
| -- | -------------- | --------- | -------- | --------- | ----- |
| 1  | Belgique       | 5         | 3        | 5         | 13    |
| 2  | Pays-Bas       | 3         | 1        | 2         | 6     |
| 3  | Royaume-Uni    | 2         | 0        | 1         | 3     |
| 4  | Allemagne      | 1         | 3        | 0         | 4     |
| 5  | Australie      | 1         | 2        | 0         | 3     |
| 6  | Danemark       | 1         | 1        | 0         | 2     |
| 7  | Italie         | 1         | 0        | 2         | 3     |
| 8  | Afrique du Sud | 1         | 0        | 0         | 1     |
| 9  | États-Unis     | 0         | 2        | 1         | 3     |
| 10 | Norvège        | 0         | 1        | 1         | 2     |
| 11 | France         | 0         | 1        | 0         | 1     |
| 11 | Pologne        | 0         | 1        | 0         | 1     |
| 13 | Tchéquie       | 0         | 0        | 1         | 1     |
| 13 | Suisse         | 0         | 0        | 1         | 1     |
| 13 | Espagne        | 0         | 0        | 1         | 1     |

### Les vainqueurs de plusieurs étapes
| Coureur            | Pays           | Étapes |
| ------------------ | -------------- | ------ |
| Tom Boonen         | Belgique       | 22     |
| Mark Cavendish     | Royaume-Uni    | 9      |
| Alexander Kristoff | Norvège        | 6      |
| Alberto Loddo      | Italie         | 3      |
| Francesco Chicchi  | Italie         | 2      |
| Robert Hunter      | Afrique du Sud | 2      |
| Thorsten Wilhelms  | Allemagne      | 2      |
| Heinrich Haussler  | Australie      | 2      |
| Arnaud Démare      | France         | 2      |
| Niki Terpstra      | Pays-Bas       | 2      |

### Porteurs du maillot or (au moins 2 jours)
| # | Coureur              | Pays           | Nombre de maillot or (victoire(s) finale(s)) |
| - | -------------------- | -------------- | -------------------------------------------- |
| 1 | Tom Boonen           | Belgique       | 28 (4)                                       |
| 2 | Niki Terpstra        | Pays-Bas       | 10 (2)                                       |
| 3 | Mark Cavendish       | Royaume-Uni    | 7 (2)                                        |
| 4 | Alberto Loddo        | Italie         | 5 (1)                                        |
| 4 | Wouter Mol           | Pays-Bas       | 5 (1)                                        |
| 6 | Lars Michaelsen      | Danemark       | 3 (1)                                        |
| 6 | Robert Hunter        | Afrique du Sud | 3 (1)                                        |
| 6 | Brent Bookwalter     | États-Unis     | 3                                            |
| 9 | Mark Renshaw         | Australie      | 2 (1)                                        |
| 9 | Wilfried Cretskens   | Belgique       | 2 (1)                                        |
| 9 | Edvald Boasson Hagen | Norvège        | 2                                            |

### Autres statistiques
- Record d'étapes en ligne consécutives : 4, Mark Cavendish en 2013[4]
- Vainqueur le plus rapide : Alberto Loddo, 52,262 km/h en 2003
- Vainqueur le moins rapide : Tom Boonen, 32,240 km/h en 2009[5]
- Etape la plus longue : 203,5 km, Sealine Beach Resort - Khalida Stadium (3e étape du Tour du Qatar 2006)
- Etape en ligne la plus courte : 113,5 km, Sealine Beach Resort – Doha Corniche (6e étape du Tour du Qatar 2014)
- Plus petit écart entre les 2 premiers du classement général : 0 seconde, entre Alberto Loddo et Olaf Pollack en 2003
- Plus grand écart entre les 2 premiers du classement général : 2 minutes 9 secondes, entre Wilfried Cretskens et Tom Boonen en 2007
- Vainqueurs du classement général en étant leader du premier au dernier jour : Alberto Loddo en 2003 ; Tom Boonen en 2006 et 2012 ; Niki Terpstra en 2014